# 環境影響報告
環境影響報告（英語：environmental impact statement；縮寫：EIS）是根據美國環境法於1969年制定的國家環境政策法案（英語：National Environmental Policy Act；縮寫：NEPA）提出的報告，要求針對“嚴重影響人類環境品質”的某些行動提供的文件。環境影響報告是一種決策工具。描述了規劃中的行動之積極和消極環境影響，並且通常還列出了可以選擇的一項或多項替代行動，而不是環境影響報告中規劃的行動。美國幾個州政府要求環保部門向其提交類似於環境影響報告的文件以採取某些行動。例如，在加利福尼亞州，如《加利福尼亞州環境質量法案》（CEQA）中所述，加州環保部門必須向州政府提交環境影響報告 （EIR），以採取某些行動。該法案的主要作者之一是林頓·考德威爾（Lynton K.Caldwell）。
這些文件的初步版本被正式稱為環境影響聲明草案（DEIS）或環境影響報告草案（DEIR）。